# Tereza Huřiková
Tereza Huřiková (Vimperk, 11 februari 1987) is een Tsjechisch mountainbikester. Ze vertegenwoordigde haar land 1 maal op de Spelen. In 2008 reed ze niet uit.
Bij de jeugd combineerde ze wegwielrennen met mountainbiken. En met succes want in 2004 werd ze wereldkampioene in het tijdrijden.

## Palmares

### MTB
| Seizoen | Wereldbeker | Kampioenschappen | Overige                                      | Totaal aantal zeges |
| ------- | ----------- | ---------------- | -------------------------------------------- | ------------------- |
| 2008    |             |                  | Afxentia, Pardubice, Karlovy Vary, Karlštejn | 4                   |
| 2009    |             |                  | Karlovy Vary, Nové Město, Bánovce, Boskovice | 4                   |
| 2010    |             |                  | Lugagnano, Rožnov                            | 2                   |
| 2011    |             | TK               | Sněžkou, Ostravice                           | 3                   |
| 2012    |             | TK               | Haiming, Ostrova                             | 3                   |
| 2013    |             | TK               | Langenlois, Boskovice, Klokočůvek            | 3                   |
| 2014    |             |                  | Praag                                        | 1                   |

### Weg
2005
- 3e etappe Eko Tour Dookola Polski

2007
- Tsjechisch kampioen individuele tijdrit

2009
- Tsjechisch kampioen individuele tijdrit
- Tsjechisch kampioen wegwedstrijd

- International Standard Name Identifier: 0000 0000 5661 0394
- Nationale Bibliotheek van Tsjechië: js20060901027
- Virtual International Authority File: 84253421